# Koleus Blumego

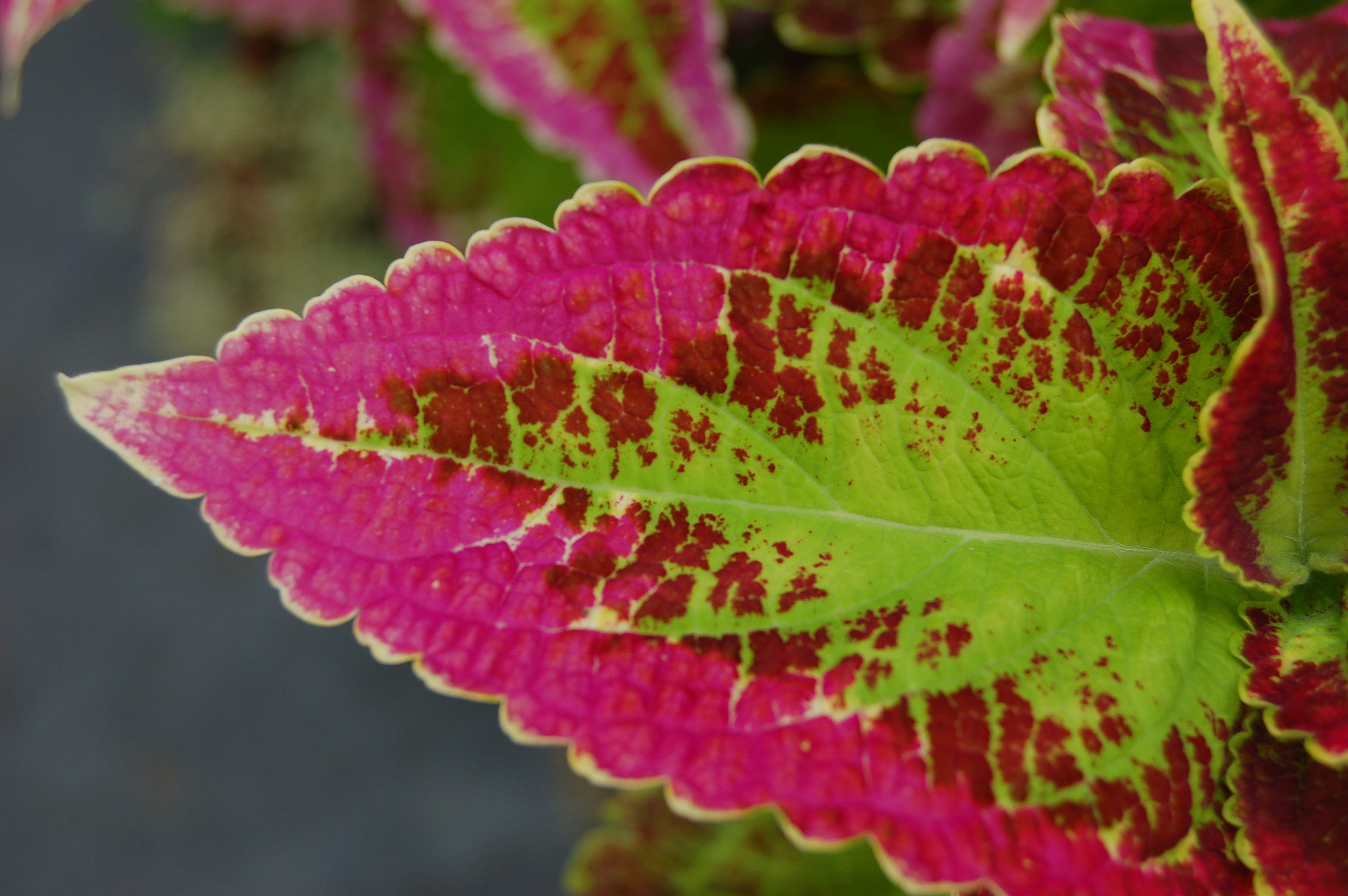

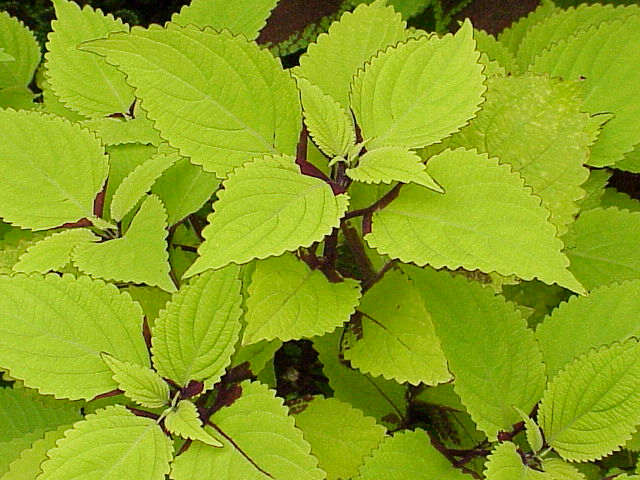

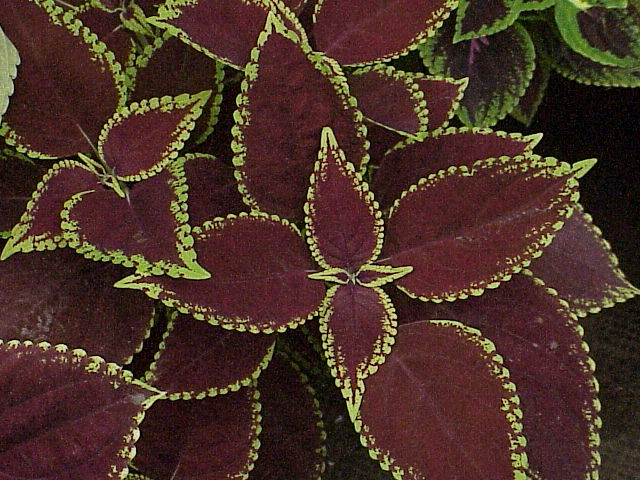

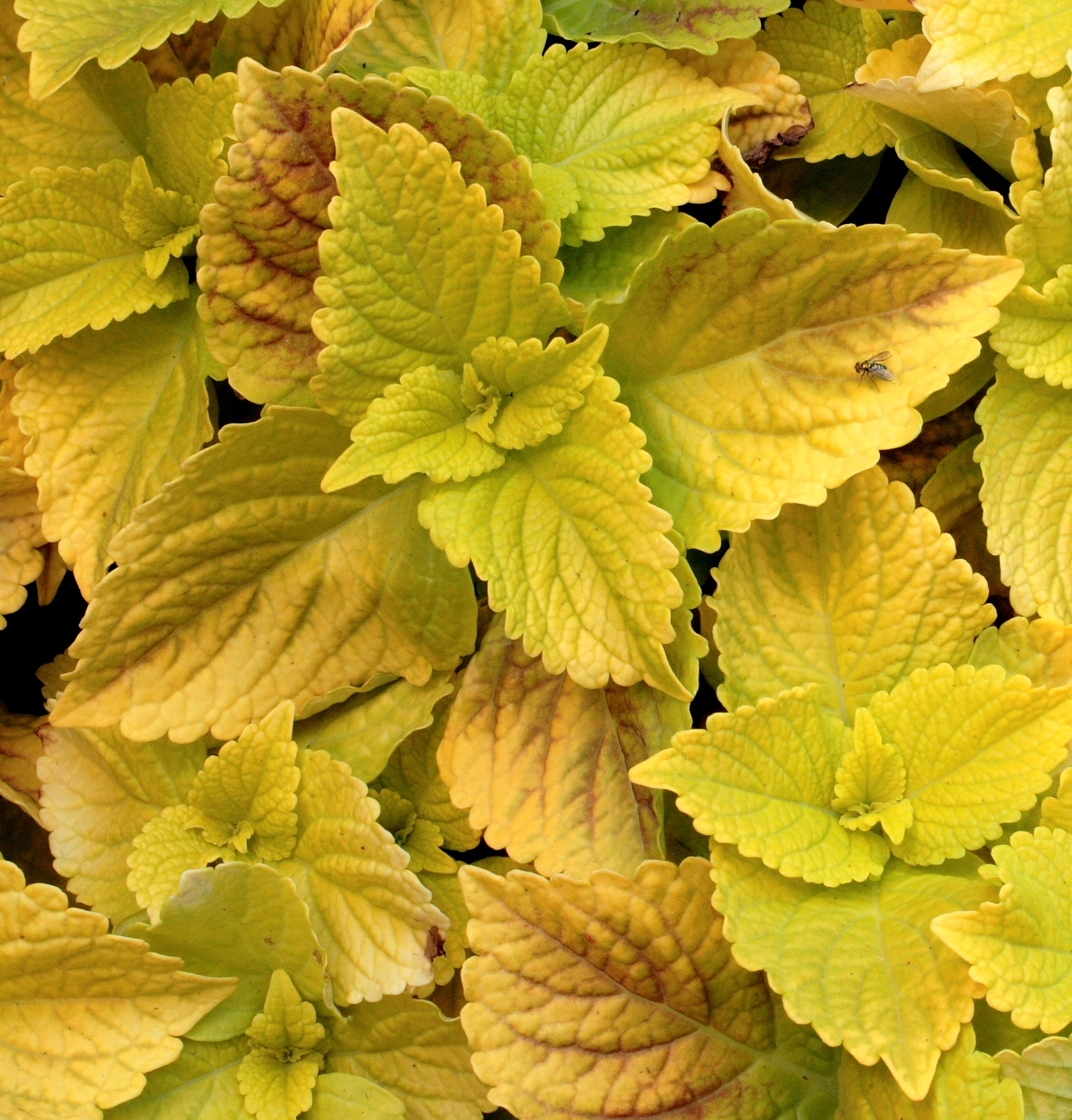

Koleus Blumego (Plectranthus scutellarioides), popularnie nazywany pokrzywką brazylijską lub koleusem – gatunek rośliny z rodziny jasnotowatych. Pochodzi z tropikalnych obszarów Azji, Australii i wysp Pacyfiku. Jest uprawiany jako roślina ozdobna, w uprawie nie spotyka się jednak typowej formy, lecz wyłącznie jej kultywary, oznaczane często jako Coleus × hybridus hort.

## Nazewnictwo
W Polsce nazywany bywa koleusem lub pokrzywką brazylijską. Nazwa koleus pochodzi od tego, że dawniej włączany był do rodzaju Coleus, obecnie jednak botanicy włączyli go do rodzaju Plectranthus. Posiada wiele nazw łacińskich (synonimy):
- Coleus blumei Benth.
- Coleus blumei var. verschaffeltii (Lem.) Lem.
- Coleus hybridus hort. ex Voss
- Coleus pumilus Blanco
- Coleus scutellarioides (L.) Benth.
- Coleus verschaffeltii Lem.
- Ocimum scutellarioides L. (basionym)
- Solenostemon scutellarioides (L.) Codd

## Morfologia
ŁodygaKwadratowa, krucha, soczysta, rozgałęziona, półprzezroczysta, często wybarwiona na różne kolory (w zależności od odmiany). Przy potarciu wydziela charakterystyczny zapach. W swojej ojczyźnie typowa forma osiąga wraz z kwiatostanem wysokość do 3m. Uprawiane u nas kultywary są dużo niższe – do 80 cm.
LiścieUlistnienie nakrzyżległe, liście szerokojajowate z ostrym końcem, o ząbkowanych brzegach, osiągające do 20 cm długości. W dotyku aksamitne, w smaku bardzo gorzkie. Są jaskrawo wybarwione, często posiadając charakterystyczny rysunek w innym kolorze. Istnieje ogromna rozmaitość wybarwienia liści u różnych odmian.
KwiatyZłożone po 3 do 12 w grona na szczytach łodyg oraz w odgałęzieniach wyrastających w kątach liści. Są niepozorne, purpurowobiałe, zielonkawe bądź niebieskobiałe. Roślina kwitnie rzadko, od października do czerwca.
OwoceBrązowe orzeszki o długości do 1 mm.

## Zastosowanie
Roślina ozdobna. Jej walorami ozdobnymi są duże jaskrawo wybarwione i wielobarwne liście. Najczęściej uprawiana bywa w doniczkach i innych pojemnikach, nie tylko w mieszkaniach, ale również na balkonach, tarasach, zewnętrznych parapetach okiennych i w ogródku. Czasami uprawiana bywa także bezpośrednio w glebie jako jednoroczna roślina rabatowa.

## Uprawa
- Wymagania. Roślina światłolubna i wilgociolubna. Rośnie dobrze na każdej żyznej mieszance ziemi ogrodowej. Stanowisko w pełnym słońcu, latem temp. 20–25 °C, zimą 18–20 °C. Wymaga stałej, ale umiarkowanej wilgotności podłoża – brak wody szybko powoduje więdnięcie liści, nadmiar zaś gnicie korzeni. Jest zupełnie nieodporna na przemarzanie.
- Sposób uprawy. Nawozić od lutego do października. Jest rośliną wieloletnią, ale u nas uprawiana jest tylko jako roślina jednoroczna, szybko bowiem starzejąc się traci ładny wygląd. Kwiaty najlepiej jest usuwać, gdyż są mało ozdobne, a osłabiają wzrost rośliny i psują jej wygląd.
- Rozmnażanie. Bardzo łatwo rozmnaża się wegetatywnie z sadzonek pędowych o każdej porze roku. Sadzonki łatwo ukorzeniają się w wodzie. Można ją też rozmnażać z nasion – otrzymujemy wówczas egzemplarze o zróżnicowanej gamie barw, gdyż nasiona nie zachowują cech odmiany macierzystej (zazwyczaj kiełkują już po około 10dniach)[4]. Nasiona wysiewa się na powierzchni gleby w rozmnażarce i przykrywa ją folią. Siewki są bardzo małe i początkowo rosną bardzo powoli.

## Psychoaktywność
Spożycie koleusa powoduje efekt relaksujący lub/i halucynogenny. Działanie rośliny na organizm ludzki nie zostało rzetelnie zbadane przez naukowców, lecz wiadomo, że była ona używana przez Indian Mazatec z południowego Meksyku ze względu na jej psychoaktywne właściwości.